# ناصر آراسته
ناصر آراسته (زاده ۱۳۳۱ تهران) سرتیپ ارتش جمهوری اسلامی ایران است، که در فاصله سالهای ۱۳۷۷ تا ۱۳۷۹ به‌عنوان نخستین جانشین فرمانده کل ارتش جمهوری اسلامی ایران فعالیت می‌کرد و هم‌اکنون ریاست هیئت معارف جنگ را برعهده دارد، همچنین به‌عنوان مشاور نظامی فرمانده کل نیروهای مسلح در امور زمینی و نیز جانشین رئیس گروه مشاوران نظامی فرمانده کل قوا فعالیت می‌کند.
آراسته فعالیت نظامی را از سال ۱۳۵۰ در ارتش شاهنشاهی ایران آغاز کرد. وی در خلال جنگ ایران و عراق از اعضای نیروی زمینی ارتش بود. او با ۷۰ درصد مجروحیت، از جانبازان جنگ ایران و عراق محسوب می‌شود و یک چشم خود را نیز در طول جنگ از دست داده است.

## زندگی‌نامه
ناصر آراسته در سال ۱۳۳۱ در تهران زاده شد و تحصیلات ابتدایی و متوسطه را در تهران گذراند. سال ۱۳۴۷ وارد دبیرستان نظام شد و از سال ۱۳۵۰ تحصیل در دانشکده افسری را آغاز کرد. پس از فارغ‌التحصیلی به رسته توپخانه اختصاص یافت و دوره مقدماتی و عالی این رسته را طی نمود.
وی در سال ۱۳۷۰ دوره دانشکده فرماندهی و ستاد (دافوس) را با اخذ گواهینامه کارشناسی ارشد مدیریت امور دفاعی گذراند، سپس دوره دانشگاه عالی دفاع ملی را در مقطع دکترا طی کرد. آراسته همچنین دانش‌آموخته کارشناسی حقوق قضایی از دانشگاه شهید بهشتی می‌باشد. وی در سال‌های خدمت به ترتیب دارای مشاغل و مسئولیت‌هایی چون معاون و فرمانده آتشبار،‌ افسر رکن سه لشکر، افسر دیدبان و فرمانده یگان تکاور، رئیس بازرسی لشکر ۲۱ حمزه، جانشین و رئیس بازرسی نیروی زمینی ارتش بوده است. آراسته با ۷۰ درصد مجروحیت، از جانبازان جنگ ایران و عراق است و یک چشم خود را نیز در طول جنگ از دست داده است. وی از سال ۱۳۷۸ پس از درگذشت علی صیاد شیرازی، ریاست هیئت معارف جنگ را برعهده دارد، همچنین از سال ۱۳۷۹ تاکنون، با حکم رهبر جمهوری اسلامی به‌عنوان مشاور نظامی‌ فرماندهی‌ کل‌ نیروهای‌ مسلح‌ در امور زمینی‌، همچنین جانشين رئیس گروه مشاوران نظامی فرمانده کل قوا فعالیت می‌کند.